# Krapiwino (rejon mieżdurieczeński)
Krapiwino (ros. Крапивино) – wieś w Rosji, w rejonie mieżdurieczeńskim obwodu wołogodzkiego. W 2010 r. liczyła 12 mieszkańców.